# Chiesa di San Pietro delle Immagini
La chiesa di San Pietro delle Immagini o "del Crocifisso" è un edificio religioso romanico situato in posizione isolata nel comune di Bulzi (SS).

## Storia e descrizione
Risalente al XII secolo, in stile romanico, nota anche col nome di San Pietro "delle Immagini" o "Su Rughifissu" per via del gruppo ligneo policromo della Deposizione datato agli inizi del XIII secolo, unico esempio, nel suo genere, di scultura lignea medioevale in Sardegna, o perché vi era conservato il retablo pittorico del XVII secolo di scuola spagnola, detto "della Madonna delle Rose" attualmente custodito anch'esso nella chiesa di San Sebastiano, oppure per il rilievo presente sulla lunetta del portale.
È detta nella tradizione bulzese anche Su Rughifissu (il Crocifisso). L'esterno è caratterizzato dalla facciata in opera bicroma arricchita da archetti in pietra calcarea chiara. Singolare è la sua ubicazione, posta sullo sfondo delle montagne e tra i prati e le rocce dell'Anglona.

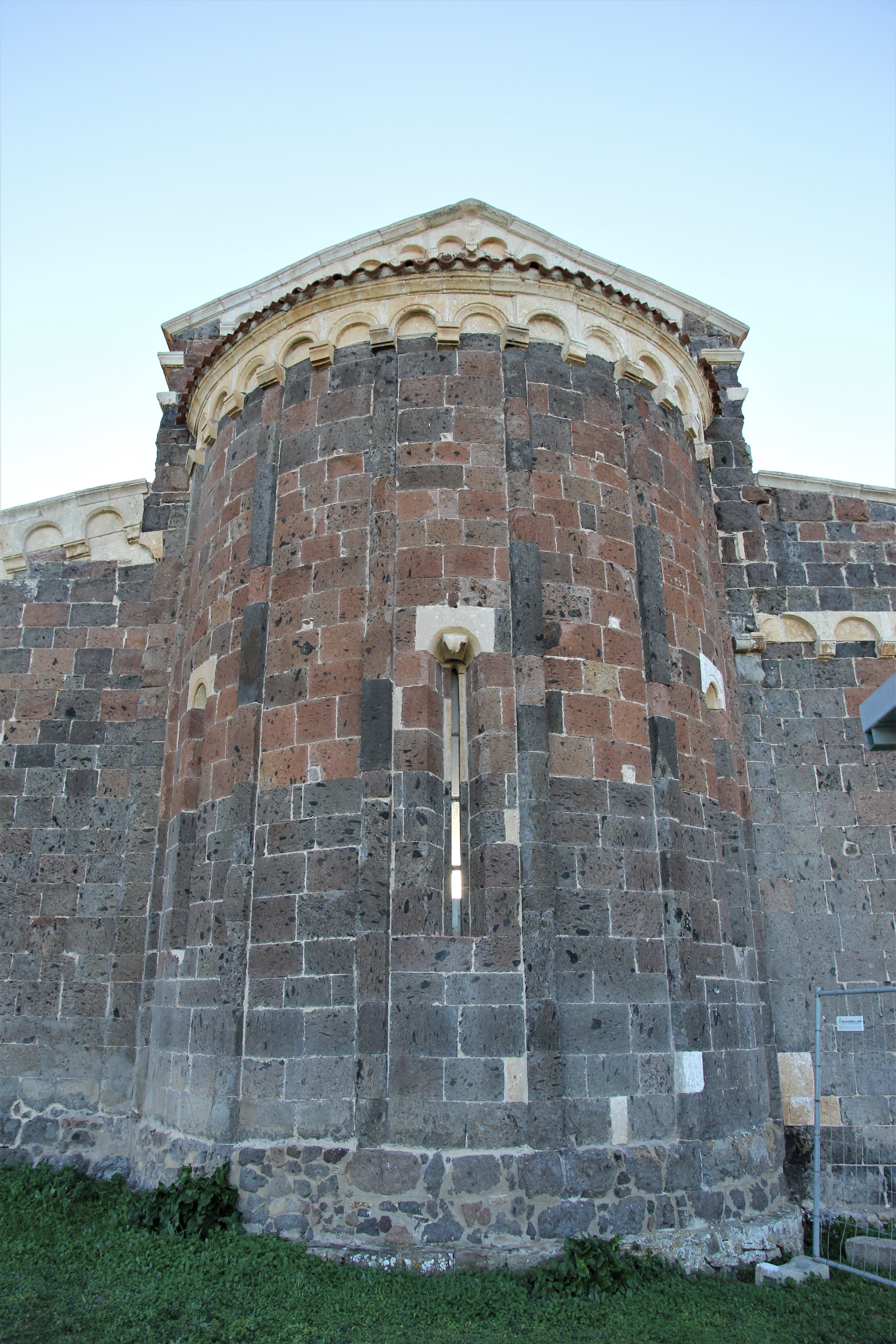
Abside

Spesso confusa in alcune guide con la chiesa di San Pietro di "Simbranos", altra chiesa, con annesso monastero, anticamente ubicata a Nord dell'attuale centro abitato di Bulzi e della quale non restano più tracce se non la memoria nel toponimo locale (l'ultima attestazione delle sue rovine in un documento del 1796). In un altro documento del XVIII secolo il vescovo di Ampurias autorizza l'utilizzo delle pietre della chiesa per la costruzione della attuale Parrocchiale di San Sebastiano.
All'interno era conservato un gruppo ligneo policromo della Deposizione, oggi custodito presso la chiesa di San Sebastiano a Bulzi, che trova paralleli in analoghi gruppi scultorei prodotti nell'Italia centrale, fra Lazio e Toscana, nel XII e XIII secolo.